# Bitwa pod Reims
Bitwa pod Reims – starcie zbrojne, które miało miejsce 13 marca 1814 roku podczas wojen napoleońskich.
Bitwa stoczona została w okolicach miasta Reims między francuskim korpusem (10 000 żołnierzy) dowodzonym przez Napoleona a korpusem prusko-rosyjskim (15 000 żołnierzy), którym dowodził Emmanuel St. Priest.
Generał Emmanuel St. Priest 12 marca zajął Reims. Następnego dnia idący z Soissons Napoleon zaatakował go i odebrał miasto. Korpus francuski wkroczył do Reims o godzinie 14:00, a w tym samym czasie resztka prusko-rosyjskiego korpusu, który stracił w bitwie 3000 żołnierzy, uciekała przeciwległą bramą miasta w kierunku Laon. Dowódca korpusu w czasie walk otrzymał śmiertelną ranę i kilka dni później zmarł. Według relacji Napoleona Francuzi wzięli do niewoli 5000 jeńców, 12 dział i większość ekwipunku nieprzyjaciela.

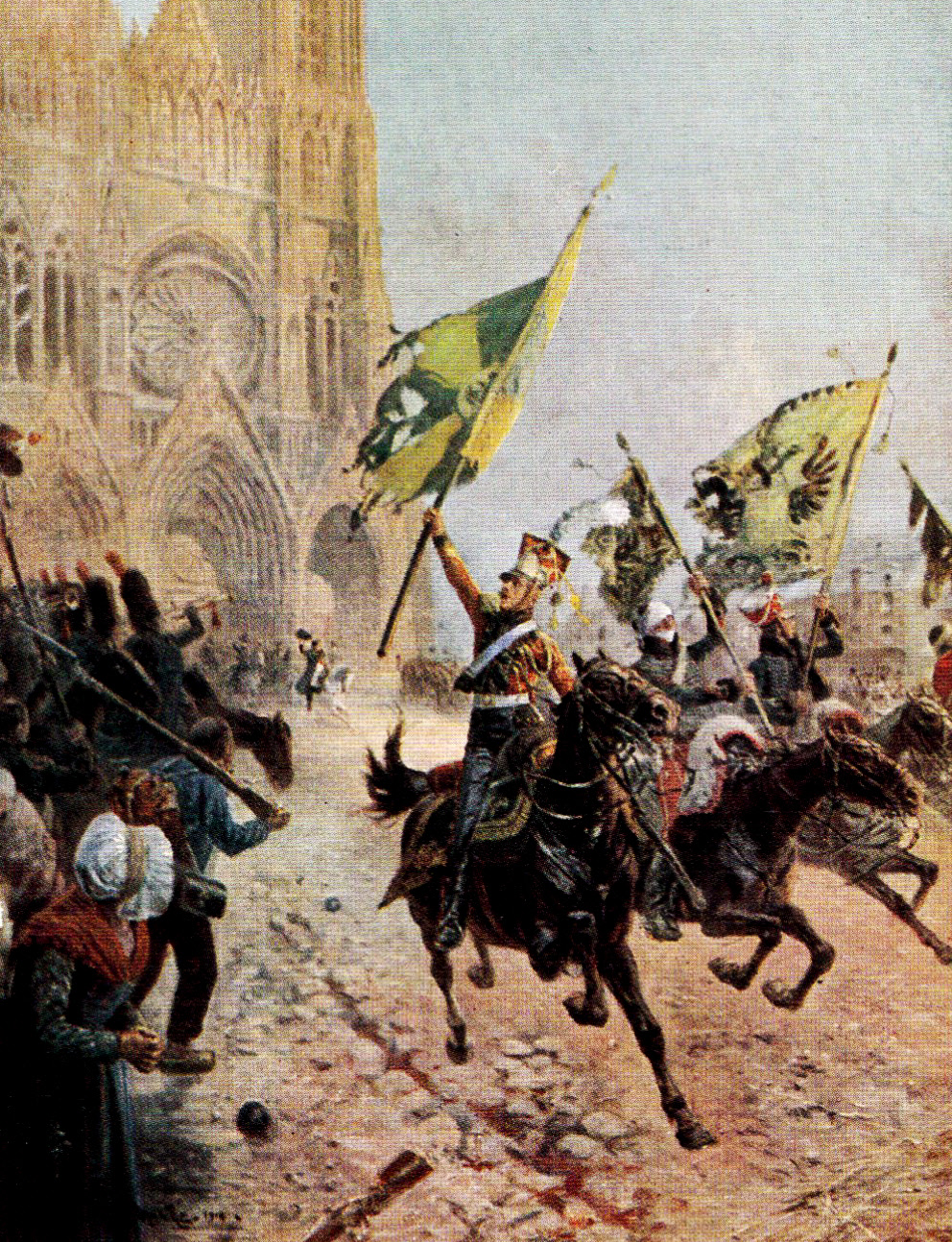
2 Pułk Szwoleżerów-Lansjerów Gwardii Cesarskiej.